# Nederlands Verpakkingscentrum
De vereniging het Nederlands Verpakkingscentrum (NVC) is de ketenvereniging in Nederland op het gebied van verpakken. Het is een vereniging van bedrijven die zich bevinden langs de supply chain van verpakte producten.
Het Nederlands Verpakkingscentrum werd opgericht in 1953 op initiatief van het NIVE en in overleg met de Contactgroep Opvoering Productiviteit (COP), onderdeel van de Sociaal-Economische Raad, met als doel het zijn van een centraal aanspreekpunt in Nederland voor alles met betrekking tot verpakkingen.
Het NVC behartigt de belangen van de verpakkingsindustrie direct of indirect richting nationale en internationale overheden en wetgevende instanties en heeft contacten met de ministeries van VROM, VWS, EZ en V&W. Via het European Packaging Institutes Consortium (EPIC) is er direct contact met de European Food Safety Authority (EFSA). Het NVC is voorzitter van de nationale beleidscommissie Transport, Logistiek en Verpakking van het Nederlands Normalisatie-instituut. De milieuwetgeving wordt gevolgd en beïnvloed op basis van duurzaamheid en met het zicht op de Europese en wereldmarkt. Het NVC voert het secretariaat van de vereniging van verpakkingsinstituten in Europa (EPIC) en is lid van de World Packaging Organisation (WPO).
Wetenschappelijke ontwikkelingen worden gestimuleerd via de NVC Leerstoel Packaging Design en Management aan de Universiteit Twente.